# Efecte Overhauser nuclear
L'efecte Overhauser nuclear (nOe per les seves sigles en anglès) és el fenomen que s'observa quan hi ha una transferència de polarització de spin d'una població de spins nuclears a una altra a través de l'anomenada relaxació doble quanta. És un fenomen comú observat en espectrosciopia d'RMN, del qual les bases teòriques van ser descrites i verificades experimentalment per Anderson i Freeman el 1962 gràcies al treball inicial del físic Americà Albert Overhauser, que el 1953 va proposar que la polarització de spin nuclear podia ser millorada per la radiació de microones dels electrons de conducció d'alguns metalls.
 L'efecte Overhauser general va ser demostrat experimentalment per primer cop per T. R. Carver i C. P. Slichter també el 1953. Una altra explicació i observació experimental d'aquest efecte va ser realitzada per Kaiser el 1963 en un experiment on la polarització de spin es va transferir d'una població de spins nuclears a una altra en lloc de spins electrònics a spins nuclears. Tot i això, la base teòrica i les equacions de Solomon van ser publicades per Ionel Solomon el 1955.
Posteriorment al seu descobriment, el nOe va esdevenir de gran utilitat en espectrosciopia d'RMN per caracteritzar i refinar estructures en determinació estructural de productes orgànics. En aquesta utilització, el nOe difereix de l'aplicació de l'acoblament spin-spin en que el primer es transmet a través de l'espai en comptes de a través dels enllaços, com es mostren els altres acoblaments. D'aquesta manera, àtoms que són propers en l'espai, poden produir nOe, però en canvi, l'acoblament de spin només es produeix entre àtoms enllaçats mitjançant 2 o 3 (4 en alguns casos) enllaços. Les distàncies interatòmiques obtingudes mitjançant el nOe, sovint, poden ajudar a confirmar una conformació molecular, és a dir la seva estructura tridimensional. L'any 2002, Kurt Wüthrich va ser premiat amb el premi Nobel de Química gràcies a la seva demostració que el nOe podia ser de gran utilitat en espectrosciopia d'RMN bidimensional per a determinar l'estructura tridimensional de macromolècules biològiques en solució.
Alguns exemples de espectrosciopia d'RMN bidimensional utilitzant el nOe són (anglès):
- NOESY, Nuclear Overhauser Effect Spectroscopy
- HOESY, Heteronuclear Overhauser Effect Spectroscopy
- ROESY, Rotational Frame Nuclear Overhauser Effect Spectroscopy
- TRNOE, Transferred Nuclear Overhauser Effect
- DPFGSE-NOE, Double Pulsed Field Gradient Spin Echo NOE experiment